# Claude Saint-Hilaire
Claude Saint-Hilaire, né le 11 janvier 1927 à Luceville et mort le 22 mai 2009 à Québec, est un ingénieur et homme politique québécois.

## Biographie
Il est maire de Rimouski du 18 juillet 1971 au 5 novembre 1978.